# Анебю (комуна)
Комуна Анебю (швед. Aneby kommun) — адміністративно-територіальна одиниця місцевого самоврядування, що розташована в лені Єнчепінг у південній Швеції.
Анебю 175-а за величиною території комуна Швеції. Адміністративний центр комуни — місто Анебю.

## Населення
Населення становить 6 407 чоловік (станом на вересень 2012 року). 
| Кількість населення комуни Анебю за 1970-2010 роки | Кількість населення комуни Анебю за 1970-2010 роки | Кількість населення комуни Анебю за 1970-2010 роки | Кількість населення комуни Анебю за 1970-2010 роки | Кількість населення комуни Анебю за 1970-2010 роки |
| -------------------------------------------------- | -------------------------------------------------- | -------------------------------------------------- | -------------------------------------------------- | -------------------------------------------------- |
| Рік                                                |                                                    |                                                    | Населення                                          |                                                    |
| 1970                                               | 1970                                               |                                                    | 6 296                                              | 6 296                                              |
| 1975                                               | 1975                                               |                                                    | 6 508                                              | 6 508                                              |
| 1980                                               | 1980                                               |                                                    | 6 873                                              | 6 873                                              |
| 1985                                               | 1985                                               |                                                    | 6 897                                              | 6 897                                              |
| 1990                                               | 1990                                               |                                                    | 7 159                                              | 7 159                                              |
| 1995                                               | 1995                                               |                                                    | 7 169                                              | 7 169                                              |
| 2000                                               | 2000                                               |                                                    | 6 682                                              | 6 682                                              |
| 2005                                               | 2005                                               |                                                    | 6 576                                              | 6 576                                              |
| 2010                                               | 2010                                               |                                                    | 6 393                                              | 6 393                                              |
| Джерело: SCB                                       |                                                    |                                                    |                                                    |                                                    |

## Населені пункти
Комуні підпорядковано 3 міські поселення (tätort) та низка сільських, більші з яких:
- Анебю (Aneby)
- Сундгультсбрунн (Sundhultsbrunn)
- Фріннарид (Frinnaryd)
- Гауріда (Haurida)
- Гулларид (Hullaryd)
- Віреда (Vireda)

## Галерея

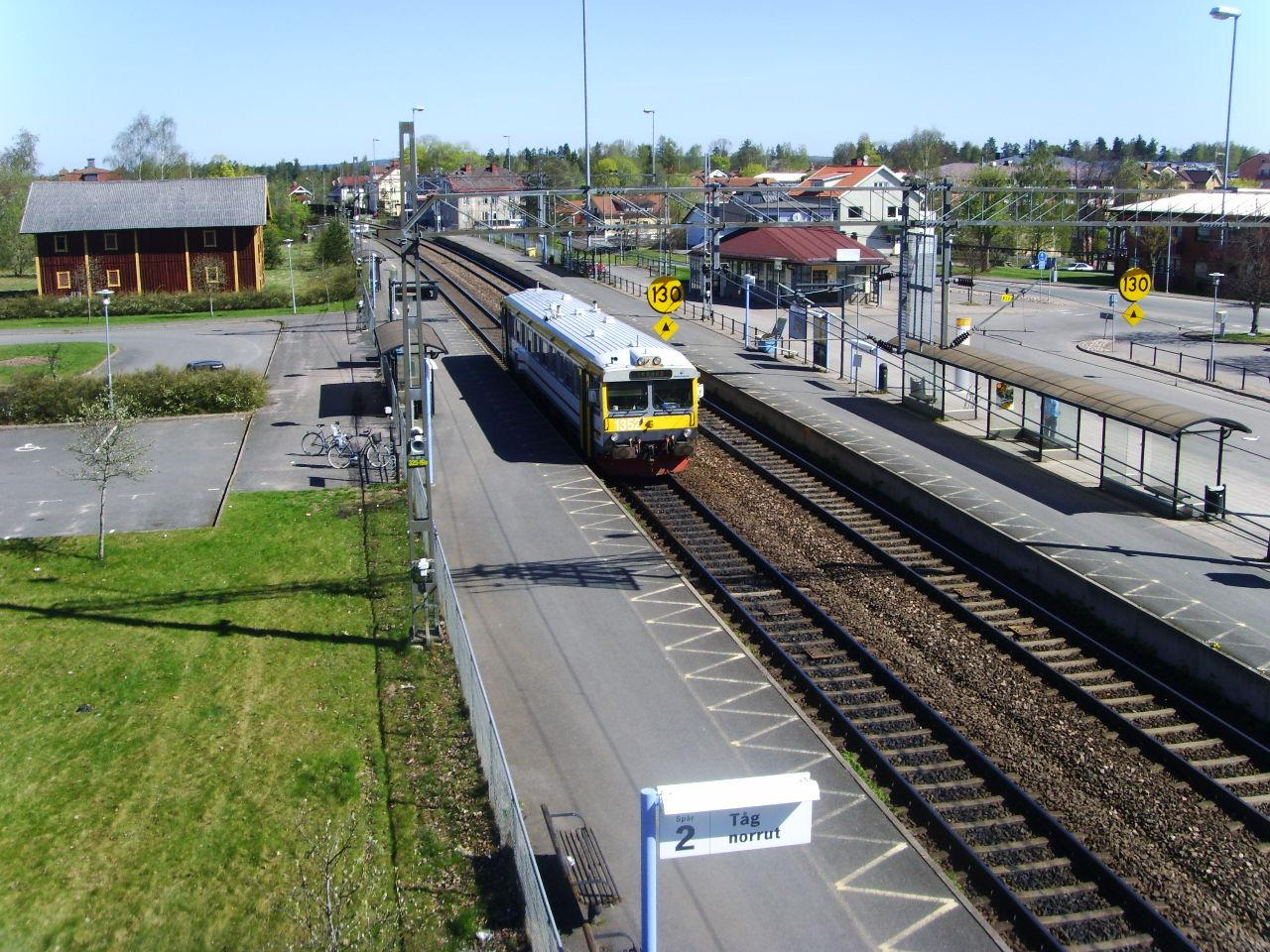
Залізнична станція Анебю
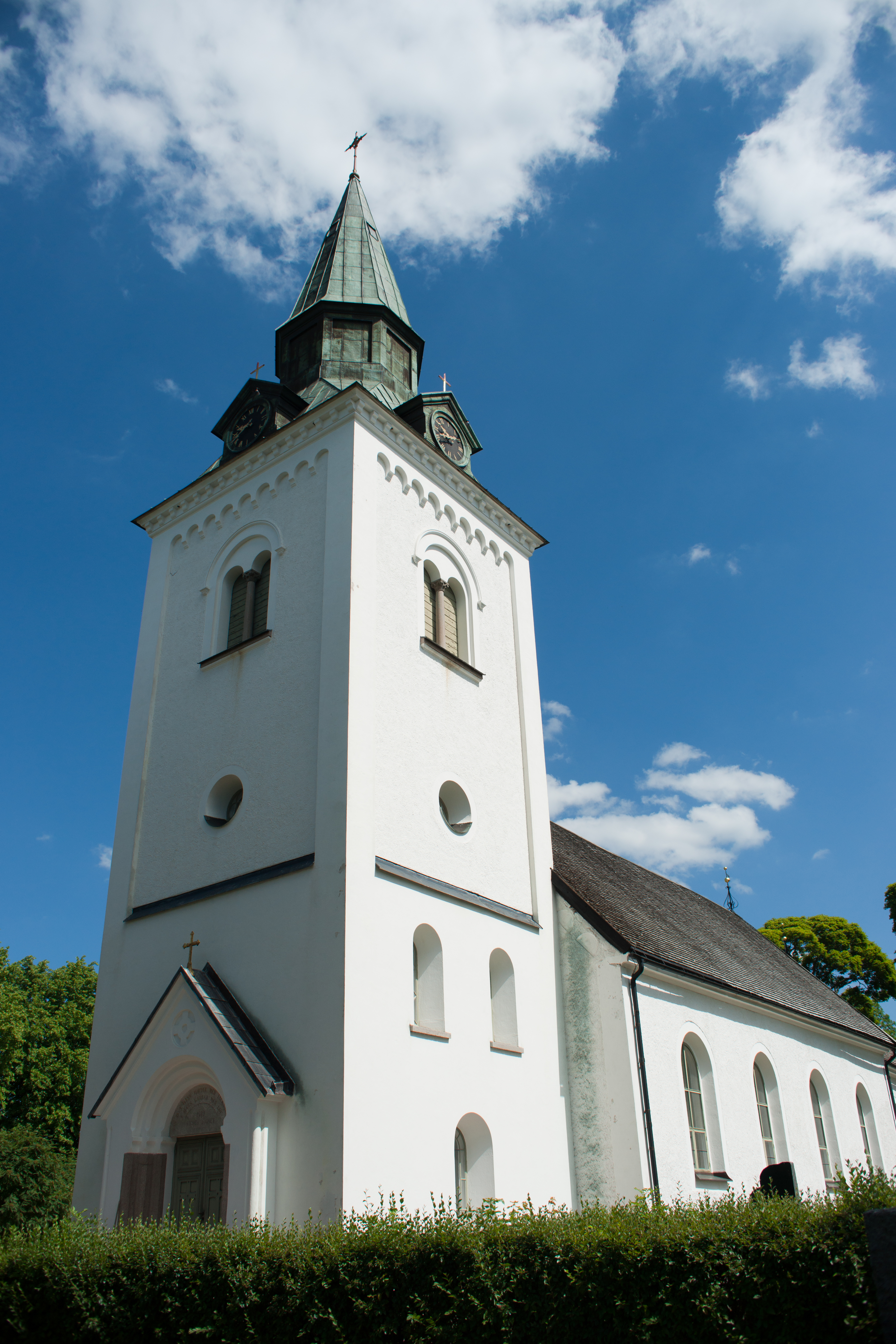
Церква (Фріннарид)
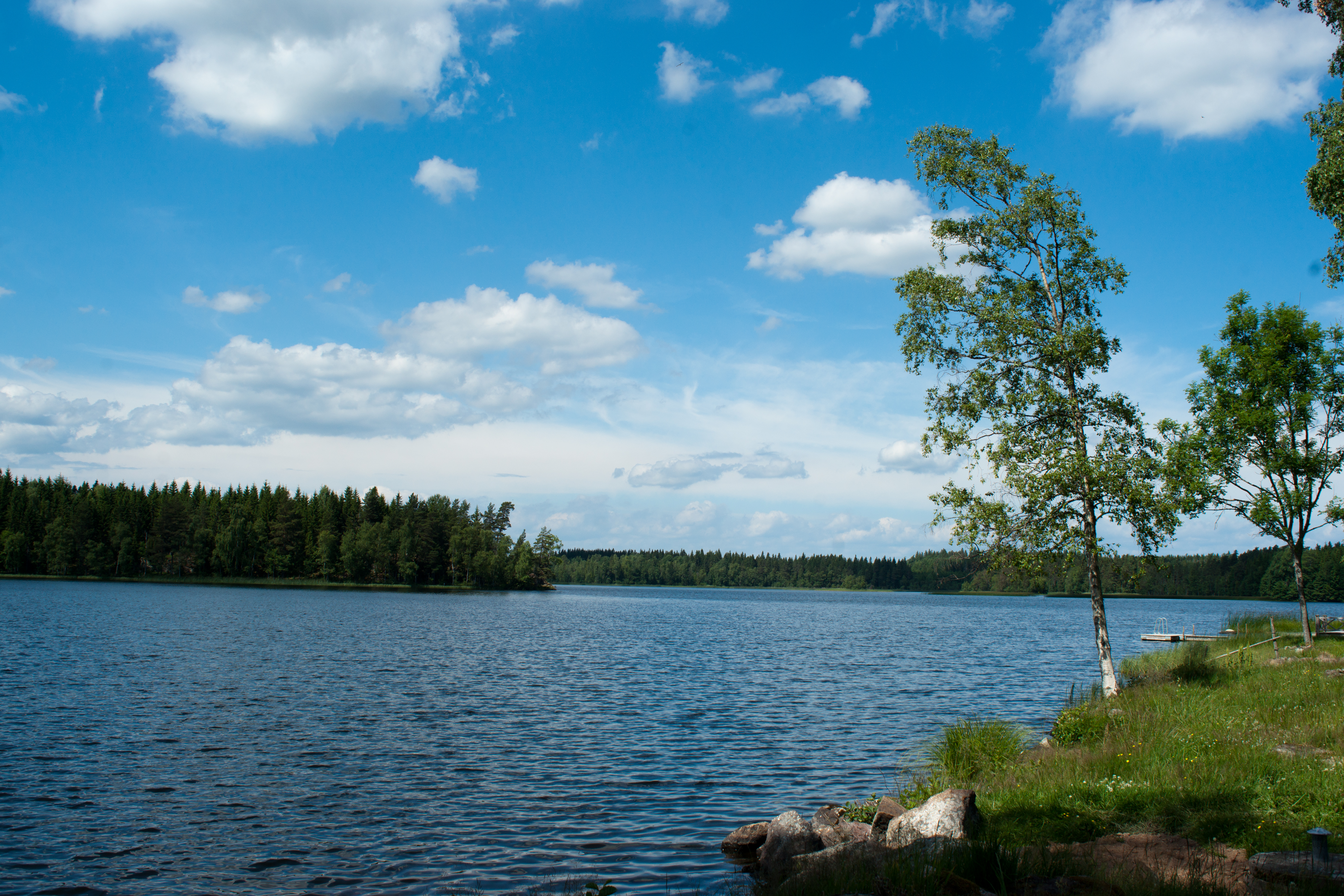
Озеро Бугульташен

## Виноски
1. ↑  Andersson P. Sveriges kommunindelning 1863-1993 — Mjölby: Draking, 1993. — 132 с. — ISBN 978-91-87784-05-7
2. ↑  Folkmangd i riket, lan och kommuner (шв.) . Центральне бюро статистики Швеції. Архів оригіналу за 20 серпня 2013. Процитовано 22 лютого 2013.